# Basketbol'nyj klub Chimki 2015-2016
Questa voce raccoglie le informazioni riguardanti il Basketbol'nyj klub Chimki nelle competizioni ufficiali della stagione 2015-2016.

## Stagione
La stagione 2015-2016 del Basketbol'nyj klub Chimki è la 17ª nel massimo campionato russo di pallacanestro, la VTB United League.

## Roster
Aggiornato al 27 luglio 2018
| Chimki Moscow Region 2015-16 | Chimki Moscow Region 2015-16 |
| Giocatori                    | Staff tecnico                |
| ---------------------------- | ---------------------------- |

| N. | Naz.                                           | Ruolo | Nome                | Anno | Alt.   | Peso   |  |
| -- | ---------------------------------------------- | ----- | ------------------- | ---- | ------ | ------ |  |
| 0  | Stati Uniti (bandiera) · Montenegro (bandiera) | PG    | Tyrese Rice         | 1987 | 185 cm | 86 kg  |  |
| 1  | Russia (bandiera)                              | G     | Aleksej Šved        | 1988 | 198 cm | 86 kg  |  |
| 3  | Slovenia (bandiera)                            | GA    | Zoran Dragić        | 1989 | 196 cm | 91 kg  |  |
| 5  | Stati Uniti (bandiera)                         | AG    | James Augustine     | 1984 | 208 cm | 104 kg |  |
| 6  | Stati Uniti (bandiera)                         | AC    | Josh Boone          | 1984 | 208 cm | 108 kg |  |
| 7  | Russia (bandiera)                              | C     | Ruslan Pateev       | 1990 | 213 cm | 111 kg |  |
| 8  | Finlandia (bandiera)                           | G     | Petteri Koponen     | 1988 | 194 cm | 88 kg  |  |
| 9  | Russia (bandiera)                              | G     | Egor Vjal'cev       | 1985 | 193 cm | 88 kg  |  |
| 10 | Russia (bandiera)                              | C     | Dmitrij Sokolov     | 1985 | 214 cm | 115 kg |  |
| 11 | Russia (bandiera)                              | AP    | Stanislav Il'nickij | 1994 | 200 cm | 98 kg  |  |
| 12 | Russia (bandiera)                              | AP    | Sergej Monja (C)    | 1983 | 202 cm | 99 kg  |  |
| 15 | Russia (bandiera)                              | GA    | Pavel Lobarev       | 1997 | 191 cm | 80 kg  |  |
| 15 | Russia (bandiera)                              | G     | Timofej Jakušin     | 1997 | 194 cm | 82 kg  |  |
| 19 | Montenegro (bandiera)                          | AC    | Marko Todorović     | 1992 | 209 cm | 111 kg |  |
| 19 | Russia (bandiera)                              | C     | Nikita Ivanov       | 1991 | 205 cm | 100 kg |  |
| 33 | Stati Uniti (bandiera)                         | AP    | Tyler Honeycutt     | 1990 | 203 cm | 90 kg  |  |
| 40 | Stati Uniti (bandiera)                         | C     | Paul Davis          | 1984 | 211 cm | 116 kg |  |
| 45 | Russia (bandiera)                              | AG    | Maksim Šeleketo     | 1987 | 204 cm | 108 kg |  |
| -  | Russia (bandiera)                              | C     | Anatolij Kaširov    | 1987 | 215 cm | 100 kg |  |

| Allenatore                                                                                       |
| - Rimas Kurtinaitis (fino al 15 marzo) - Duško Ivanović (dal 15 marzo)                           |
| Assistente/i                                                                                     |
| - Jenaro Díaz - / Andrija Gavrilović Legenda - (C) Capitano - (IN) Inattivo - Infortunato Roster |

## Mercato

### Sessione estiva
| Acquisti | Acquisti        | Acquisti     | Acquisti   | Acquisti |
| R.a      | Nome            | da           | Modalità   |          |
| -------- | --------------- | ------------ | ---------- | -------- |
| GA       | Zoran Dragić    | Miami Heat   | definitivo |          |
| G        | Aleksej Šved    | N.Y. Knicks  | definitivo |          |
| AC       | Marko Todorović | Bilbao Berri | definitivo |          |

| Cessioni | Cessioni      | Cessioni           | Cessioni       | Cessioni |
| R.       | Nome          | a                  | Modalità       |          |
| -------- | ------------- | ------------------ | -------------- | -------- |
| AG       | Víctor Claver | Saski Baskonia     | fine contratto |          |
| PG       | Marko Popović | Fuenlabrada        | fine contratto |          |
| G        | Artem Isakov  | Enisey Krasnojarsk | fine contratto |          |

### Dopo l'inizio della stagione
| Acquisti | Acquisti         | Acquisti         | Acquisti         | Acquisti   |
| R.       | Nome             | da               | Data             | Modalità   |
| -------- | ---------------- | ---------------- | ---------------- | ---------- |
| C        | Anatolij Kaširov | Free agent       | 1 dicembre 2015  | definitivo |
| C        | Dmitrij Sokolov  | Krasnyj Oktjabr' | 16 dicembre 2015 | definitivo |
| AC       | Josh Boone       | Kalev/Cramo      | 13 gennaio 2016  | definitivo |

| Cessioni | Cessioni         | Cessioni     | Cessioni         | Cessioni   |
| R.       | Nome             | a            | Data             | Modalità   |
| -------- | ---------------- | ------------ | ---------------- | ---------- |
| C        | Anatolij Kaširov | Free agent   | 18 dicembre 2015 | definitivo |
| AC       | Marko Todorović  | Bilbao Berri | 1 aprile 2016    | prestito   |